# Combat d'étalons
Ne doit pas être confondu avec Horse-baiting.
Vous lisez un « bon article » labellisé en 2014.

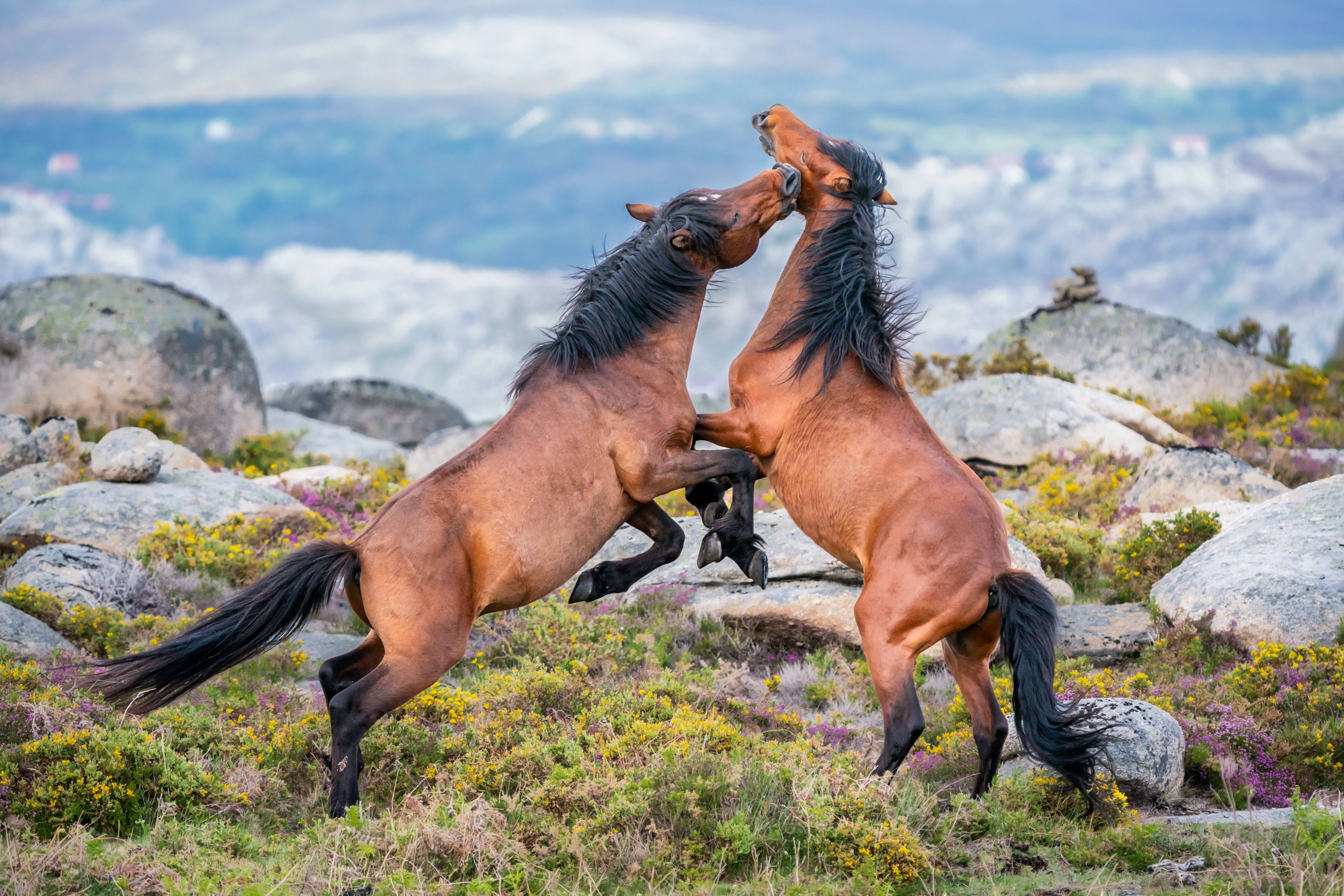
Combat entre deux étalons Garrano dans le parc national de Peneda-Gerês, Portugal.

Un combat d'étalons peut survenir chez les chevaux à l'état sauvage, ou en liberté. Les jeunes étalons apprennent les codes sociaux précédant ces combats dès l'âge de deux ans. Ils maîtrisent leurs propres techniques de combat vers quatre ou cinq ans. Souvent précédé par un rituel impliquant la défécation sur le crottin de l'adversaire, le combat peut permettre d'établir des rapports de dominance sur un harem ou au sein d'un autre type de troupeau, menant parfois à la mort d'un des étalons.
Les combats organisés entre deux étalons ou plus forment un rituel et un divertissement humain documenté plusieurs fois au cours de l'histoire. En Scandinavie, particulièrement en Islande durant l'époque viking, ils sont peut-être un héritage du culte de Freyr ou une célébration des puissances vitales. Ils y perdurent jusqu'au XIXe siècle. De nos jours, des combats d'étalons sont organisés en Asie, dans le Sud de la Chine, aux Philippines, en Indonésie et en Corée du Sud, le plus souvent de manière illégale. Ils occasionnent de nombreuses et graves blessures chez les chevaux, et sont dénoncés par les associations de protection animale des pays occidentaux. Le combat d'étalons forme un thème artistique récurrent, aussi bien en littérature (Le Fils de Flicka, L'Étalon noir...) qu'au cinéma, en peinture ou en sculpture.

## Éthologie

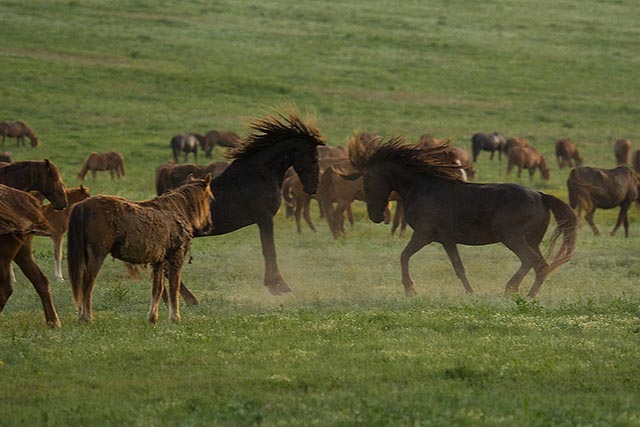
Déclenchement d'un combat entre deux étalons du Don : grattage du sol.

Un combat entre deux étalons peut naturellement survenir chez des chevaux en liberté, à l'état sauvage ou semi-sauvage. Les jeunes mâles jouent fréquemment à se battre, mais ils ne développent de réelles techniques de combat que vers l'âge de quatre ou cinq ans. Le cheval est grégaire, un seul étalon ayant la conduite d'un harem de juments (une à cinq, en général) avec lesquelles il se reproduit. Il peut être défié en combat par un autre étalon qui, s'il est vainqueur, récupérera le harem. L'une des situations les plus explosives pour le déclenchement d'un combat survient lorsqu'un harem dominé par un étalon rencontre un groupe d'étalons célibataires (bachelor herd, en anglais).

### Signaux et rituels
Les combats d'étalons sont presque toujours précédés puis accompagnés de signaux et de rituels incluant de nombreux échanges auditifs (vocalisations et hennissements plus longs chez les chevaux dominants), olfactifs (reniflage du crottin) et visuels, tels que le grattage du sol avec un membre antérieur. Pour l'éthologue Daniel Rubenstein, qui a étudié 231 conflits entre étalons, combat et communication sont « inextricablement reliés » : les adversaires se reniflent et couinent ou hennissent dans la majorité des cas. Ces échanges d'information entre les chevaux peuvent empêcher le déclenchement d'un combat et les renseignent de manière indirecte sur les aptitudes de leur adversaire, ainsi que sur leur hiérarchie et leur familiarité avec les autres chevaux. Ils peuvent éviter l'escalade de violence dans de nombreux cas. Classiquement, les combats sont précédés d'interactions prenant la forme d'un rituel auxquels les jeunes étalons prennent part dès l'âge de deux ans. Ce rituel consiste à déféquer sur le crottin d'un adversaire, l'étalon déféquant le dernier sur la pile étant le dominant. Si un étalon n'accepte pas la dominance d'un autre, ce rituel dégénère en combat.

### Technique, intensité et fréquence
Certains individus ont des techniques propres. Une morsure peut viser plus fréquemment et spécifiquement la gorge, l'encolure, les oreilles ou la queue de l'adversaire. D'autres étalons préfèrent boxer, c'est-à-dire se cabrer en utilisant leurs membres antérieurs pour atteindre l'autre étalon. Bien que l'intensité varie, les combats peuvent être très violents. Chez les chevaux sauvages du Nouveau-Mexique, le Dr vétérinaire Don Höglund observe que, lors des combats les plus violents, les étalons jettent leur corps sur celui de leur adversaire, utilisant le cabrer et la ruade. Les animaux plus faibles sont jetés au sol, les morsures vont jusqu'au sang. Ils continuent à s'agresser même lancés au galop. Certains combats peuvent se révéler mortels, en particulier chez les chevaux et poneys primitifs : l'étude d'une harde de poneys semi-sauvages (sur 28 mois) a révélé un cas de décès après un combat, en raison d'une chute sur un sol gelé. Dans l'ensemble, les blessures dues à des combats de chevaux semblent moins graves chez les animaux semi-sauvages que chez des individus totalement sauvages.
Les combats d'étalons ont lieu tout au long de l'année à l'état sauvage, bien qu'une étude suggère une plus forte prévalence en période de chaleur des juments. Il est possible d'en surprendre entre les étalons vivant à l'état sauvage, par exemple parmi la harde de koniks des marais de Wicken Fen, dans le Cambridgeshire, en 2009.

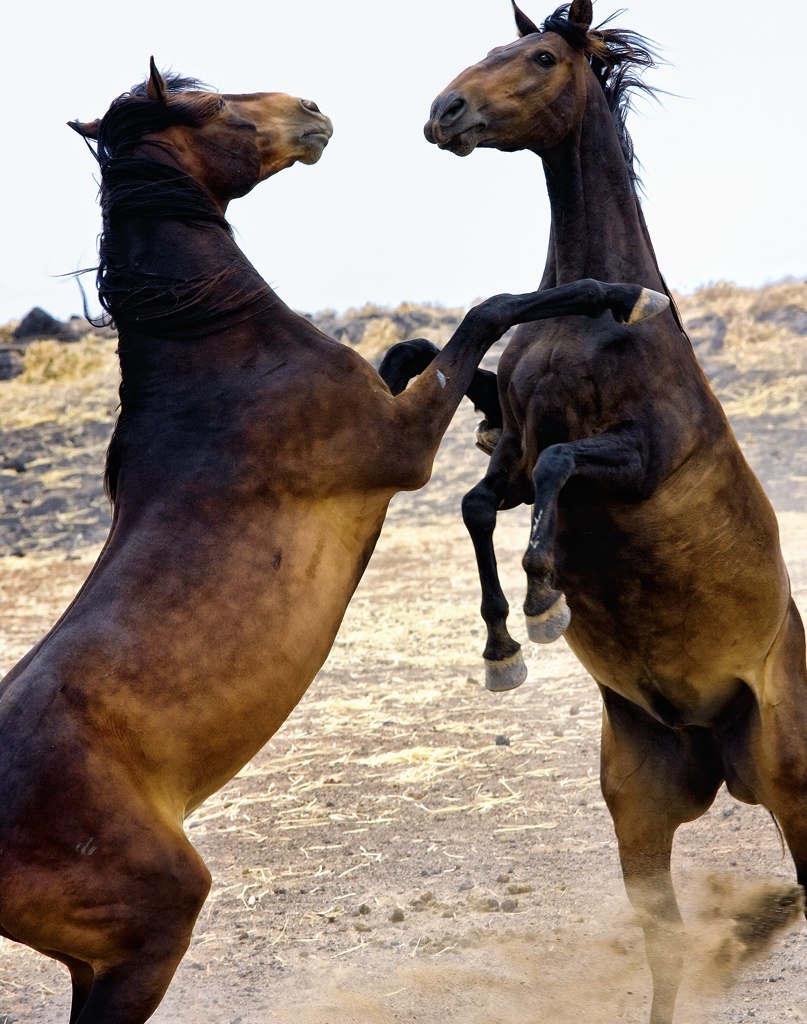
Deux jeunes chevaux jouant à se battre en « boxant ».
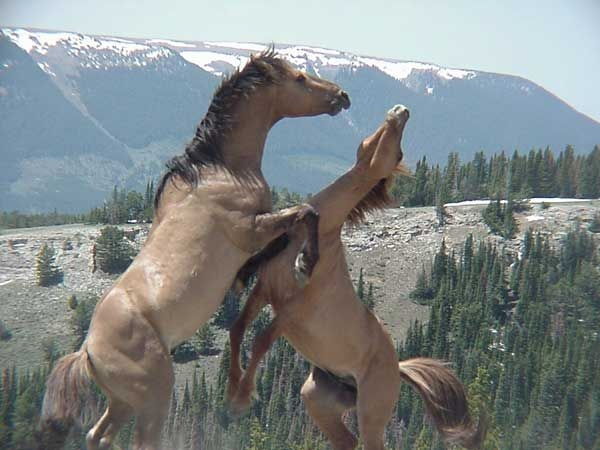
Combat entre deux étalons mustangs sauvages des monts Pryor.
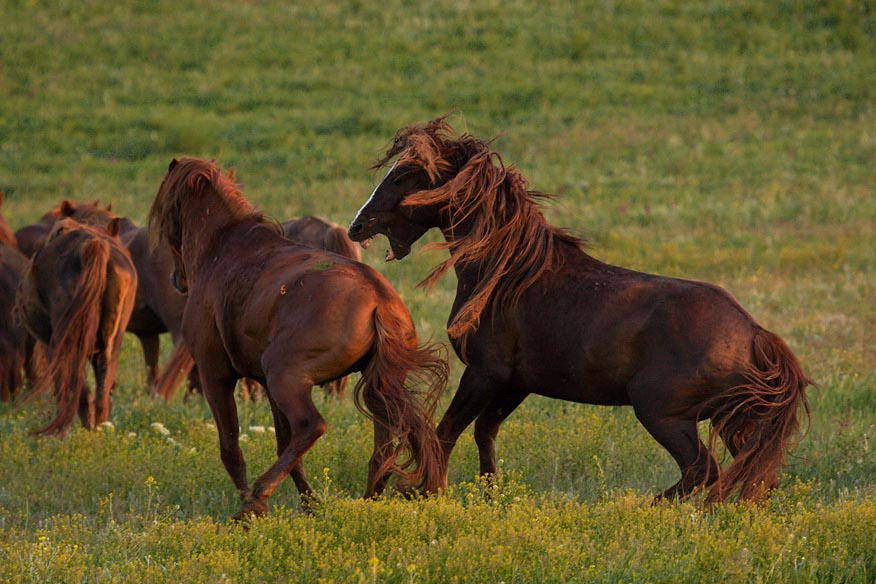
Morsure pendant le combat de deux étalons du Don.

### Combats chez les chevaux domestiques
De nos jours, observer un combat entre étalons sans intervention humaine est devenu rare, car les propriétaires de chevaux séparent le plus souvent les étalons pour éviter qu'ils ne se blessent. L'étude de l'éthologie des étalons domestiques a permis de se rendre compte que les conditions de détention de ces animaux dans des espaces individuels ont des effets sur leur comportement. Des étalons placés en groupe alors qu'ils sont habitués à être séparés ont tendance à se montrer plus agressifs et à se battre. Les propriétaires de chevaux domestiques doivent donc prendre des précautions, notamment dans le cas du placement d'un groupe de chevaux dans une pâture, car ils risquent de se battre pour établir leurs rapports de dominance. Ce risque est particulièrement élevé au moment du nourrissage, les chevaux les plus dominants prenant leur nourriture en premier.

## Combats organisés
Les combats d'étalons organisés sont attestés entre autres en Scandinavie jusqu'au XIXe siècle, et en Asie du Sud-Est de nos jours. L'ethnoscénographe Françoise Gründ y voit un signe de la « concupiscence humaine », et pense que ces combats sont à relier aux fêtes solaires du renouvellement de la fécondité de la terre : « C’est une vieille idée archaïque qui fait naître la fécondité de l’affrontement. Le cheval n’est que la partie visible d’une sorte de chaos que l’on essaie de recréer. Dans cette vision du monde, le chaos c’est la vie. L’équilibre, c’est la mort. Ils veulent montrer aux enfants que le déséquilibre du monde va générer la vie ». Cette interprétation explique l’hippophagie des organisateurs et du public de ces combats : « en Asie, on a longtemps absorbé la chair d’un parent ou d’un ennemi pour en ingérer les vertus ». 
Le combat d'étalons et les courses de chevaux semblent avoir des origines communes. Les deux sont fréquemment attestés dans les sociétés humaines, et pourraient avoir servi à sélectionner des animaux à sacrifier, le cheval vainqueur d'un combat ou d'une course étant considéré comme l'animal le plus digne d'être sacrifié aux dieux.

### En Scandinavie
La pratique du combat d'étalons semble très ancienne et généralisée en Scandinavie, depuis le Haut Moyen Âge jusqu'au début du XIXe siècle dans certaines régions, comme le prouve notamment la toponymie (Hästkede, Skedevi...),. D'après Marc-André Wagner, les représentations de chevaux cabrés se faisant face sont probablement liées à de tels combats. La stèle de l'église de Häggeby en Suède, datée du début du VIe siècle, représente le combat de deux chevaux sous la surveillance de deux hommes qui les aiguillonnent. Les combats d'étalons islandais de l'époque médiévale sont documentés dans les sagas,. Ils font l'objet d'une longue passion, et portent le nom d′hestavigr ou hesta víg (de hesta, cheval, et víg, combat, en vieux norrois). Ils ne paraissent présenter aucun caractère religieux, et se déroulent pendant une hesta þing (« réunion de chevaux », en vieux norrois) en opposant deux étalons de combat (víghestr). Dans ce divertissement « brutal et grossier », Régis Boyer voit une possible survivance inconsciente du culte de Freyr.
Les sources norvégiennes concernant les combats d'étalons inscrivent au contraire cette pratique dans un culte. Nommés skei ou skeid (signifiant « combat de chevaux »), ces combats sont organisés chaque année au mois d'août, entre deux étalons à la fois. Ils sont réglementés : les propriétaires de chaque étalon peuvent exciter ou frapper leur animal pour le rendre plus combatif, mais toute atteinte jugée non-nécessaire est sanctionnée. Le combat se termine par des chevauchées sauvages à cru. Pour l'opinion populaire, « si le cheval mord bien, cela signifie une bonne récolte ». M. A. Wagner voit dans les combats de chevaux des rites germanique de fertilité reliés à la notion de « renouvellement de la création ». Ils étaient peut-être organisés lors de funérailles pour célébrer de manière symbolique et spectaculaire la force des puissances vitales, mais les quelques stèles retrouvées ne permettent pas de trancher définitivement la question.

### En Asie
Le combat d'étalons est attesté de longue date dans l'art sibérien et chinois, notamment en Ienisseï, Transbaïkalie, au Xinjiang et au Ningxia, grâce à des pièces datées des IIe et IIIe siècles. Il perdure en Asie (sud de la Chine, Philippines, Indonésie et Corée du Sud), pendant de grandes fêtes populaires locales où ils attirent des milliers de spectateurs. Aux Philippines, où ils sont censés être illégaux, certains combats passent à la télévision avec le sponsor de marques locales. À Mindanao, ces combats très populaires sont l'objet de paris et attirent un public varié, y compris des enfants et des hommes sous l'emprise de la boisson. Ils perdurent sous le couvert de syndicats criminels qui les promeuvent comme des « traditions culturelles ».
En Chine, à Guizhou, les combats d'étalons perdurent depuis plus de 500 ans. Dans ce pays, des hormones sont injectées à une jument pour qu'elle reste plus longtemps en chaleur, les étalons sont amenés près d'elle et se battent entre eux jusqu'à ce qu'il n'en reste plus qu'un debout. Ces combats sont violents et les blessures très fréquentes ; ils peuvent impliquer 50 étalons à la fois. Les combats durent de 10 à 30 minutes en moyenne. Les étalons sont maintenus tendus par des coups de feu et des coups de fouet. Le dernier qui reste debout est le vainqueur, son propriétaire est honoré. Les chevaux blessés et vaincus, généralement trop gravement blessés pour être soignés, sont le plus souvent tués et consommés sur place dans un grand barbecue. La jument peut-être saillie une dizaine de fois chaque jour.

### Autres cas

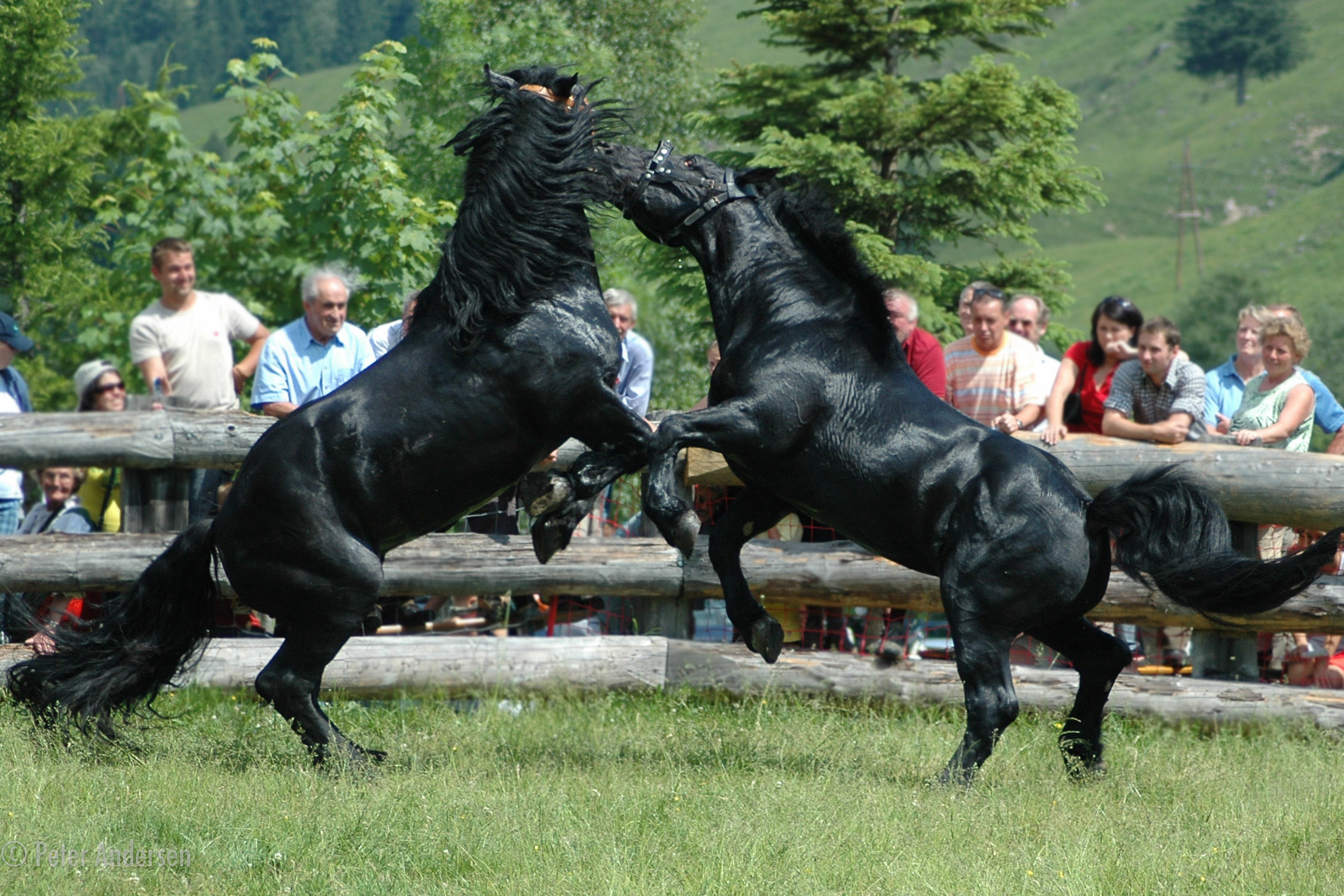
Combat d'étalons entre deux Noriker pendant le Hengstauftrieb Rauris. Il ne s'agit pas d'un combat organisé volontairement, mais de la résolution d'un rapport de dominance entre étalons.

Des combats entre étalons peuvent se produire sans qu'ils ne soient spécialement recherchés. En Galice, pendant la Rapa das bestas, rassemblement des poneys galiciens semi-sauvages, il arrive que les étalons s'affrontent. La finalité de cette tradition est plutôt l'affrontement entre l'Homme et l'animal. Pendant le Hengstauftrieb Rauris dans le land de Salzbourz, en Autriche, les spectateurs assistent à la mise en place des rapports de dominance entre les étalons de race Noriker, rassemblés dans des pâtures. Les combats sont fréquents, mais il arrive que des étalons soient déclarés vainqueurs (dominants) sans avoir à combattre. Les hommes interviennent pour éviter que les animaux ne subissent de trop graves blessures.

### Opposition
L'un des motifs d'opposition aux combats organisés d'étalons, en plus de leur violence intrinsèque, vient du fait que l'animal est forcé à se battre même s'il n'en a pas envie. Pour Françoise Gründ, qui a assisté à l’un de ces combats à Davao, sur une île du sud de l’archipel philippin, « les gens étaient bien plus excités que les chevaux, les hommes ivres, les femmes déchaînées, quasiment en transe ». De nombreuses associations de défense des animaux ont lancé des actions et des pétitions pour faire cesser les combats d'étalons, notamment PETA, The International Found for horses, la League against cruel sports et Network for animals. Selon les vétérinaires de ce dernier groupe, les combats d'étalons philippins sont si violents que certains coups échangés font jaillir les yeux des chevaux de leurs orbites. Les étalons peuvent même arracher les oreilles de leurs rivaux. La plupart des bêtes terminent couvertes de morsures.

## Le combat d'étalons dans les arts, la littérature et le cinéma
« Comme dans les tournois, les deux étalons se précipitèrent à la rencontre l'un de l'autre en un furieux galop. Le choc fut terrible ».

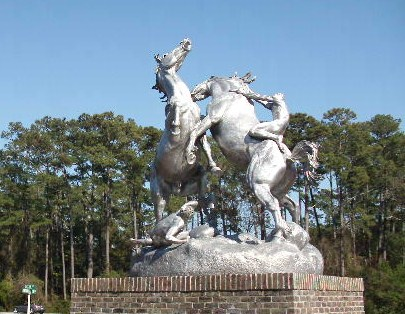
Fighting stallions, 1950, statue de Anna Hyatt Huntington à Bookgreen Gardens, en Caroline du Sud.

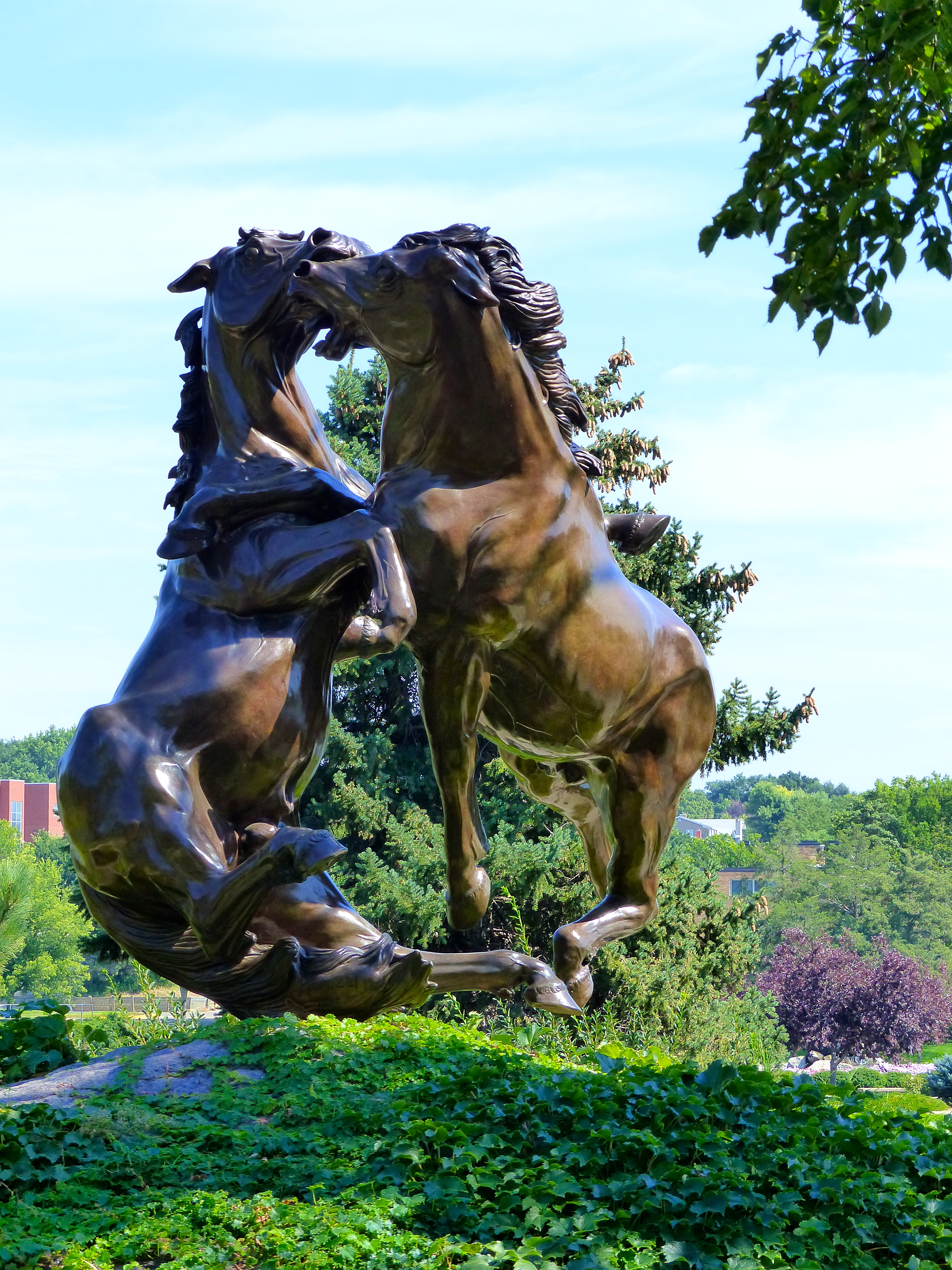
The Fighting Stallions Memorial devant le Capitole de l'État du Dakota du Sud, 1994, d'après une sculpture sur bois de Korczak Ziółkowski de 1935.

Le combat entre étalons constitue une scène assez fréquente dans les œuvres mettant en scène des chevaux sauvages. Ainsi, les romans de L'Étalon noir parlent souvent de tels combats entre Black et d'autres chevaux, notamment Flamme. On retrouve des combats d'étalons dans les romans, les films et la série de Flicka : Mon amie Flicka, et tout particulièrement dans le second roman paru en 1943, Le Fils de Flicka, où Thunderhead devient l'étalon chef d'un groupe de chevaux sauvages grâce à sa victoire sur son grand-père l'Albinos, en combat singulier :

« Ils se cabraient afin de se frapper de leurs sabots de devant ; leurs coups résonnaient comme des coups de grosse caisse. Ils émettaient de brefs grognements discordants »

— Mary O'Hara, Le Fils de Flicka
Le combat est le thème principal du roman Tomahawk, Fighting Horse of the Old West. Crin-Blanc, étalon sauvage de Camargue, se bat souvent dans le film et le roman qui en est tiré. Lucky, le jeune étalon alezan protagoniste du roman et du film Crinière au vent, une âme indomptable (2000) se bat contre l'étalon noir père de la pouliche qu'il cherche à conquérir. Le combat ayant été organisé pour les besoins du film, aucun cheval n'a été blessé pendant le tournage.

Le combat d'étalons dans les arts visuels.
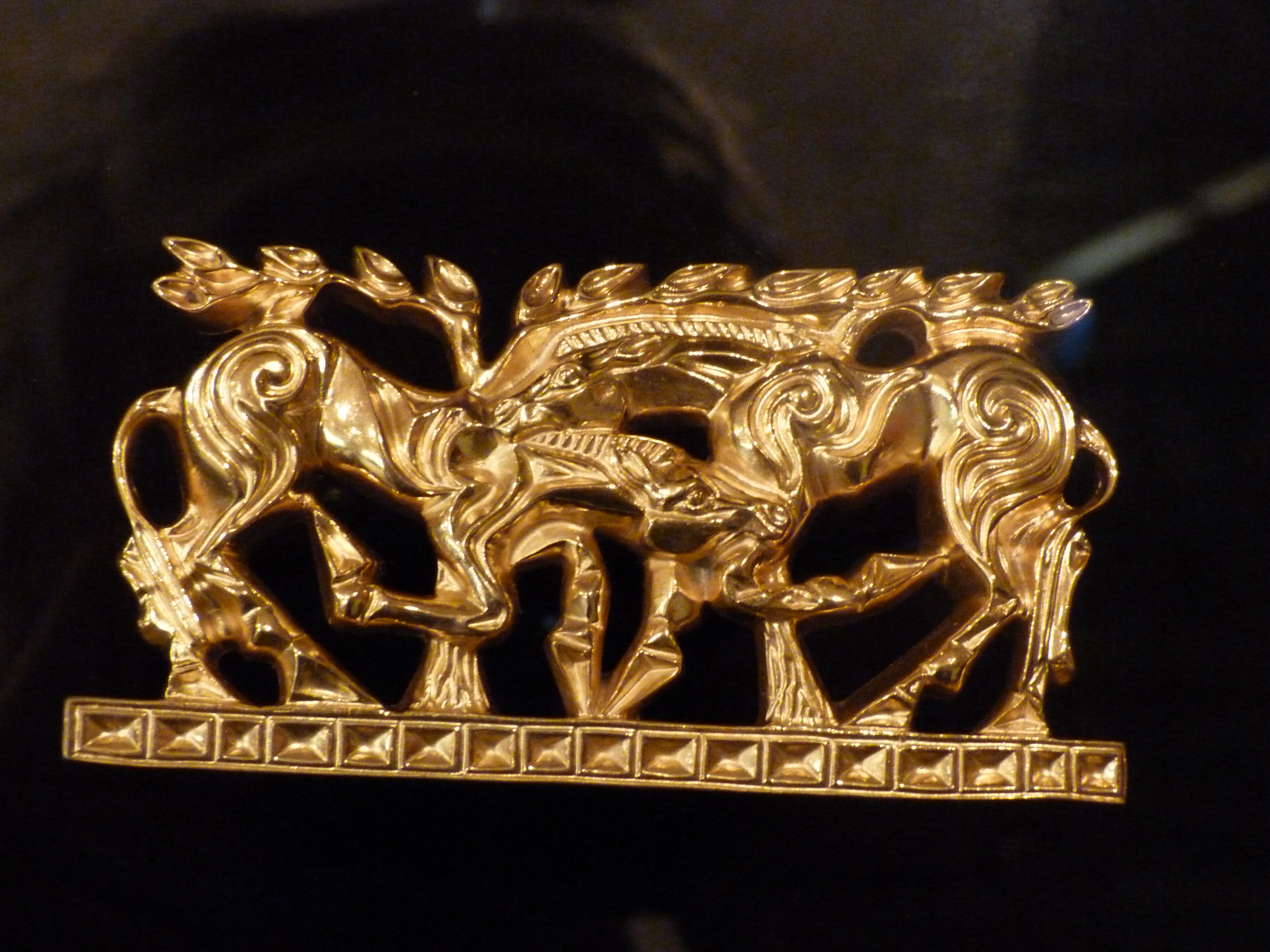
Scène représentant deux chevaux s'affrontant, art scythe, Kazakhstan, XIe – Ier siècle av. J.-C.[évasif].
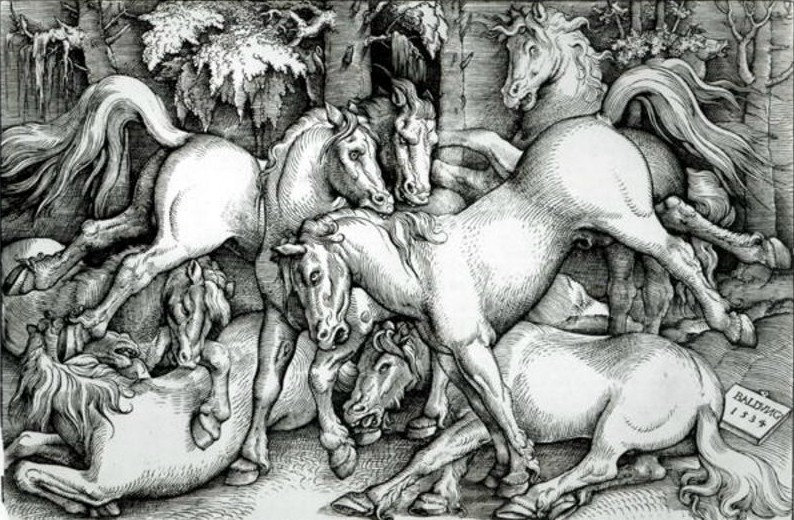
Hans Baldung, Combat d'étalons, 1534.
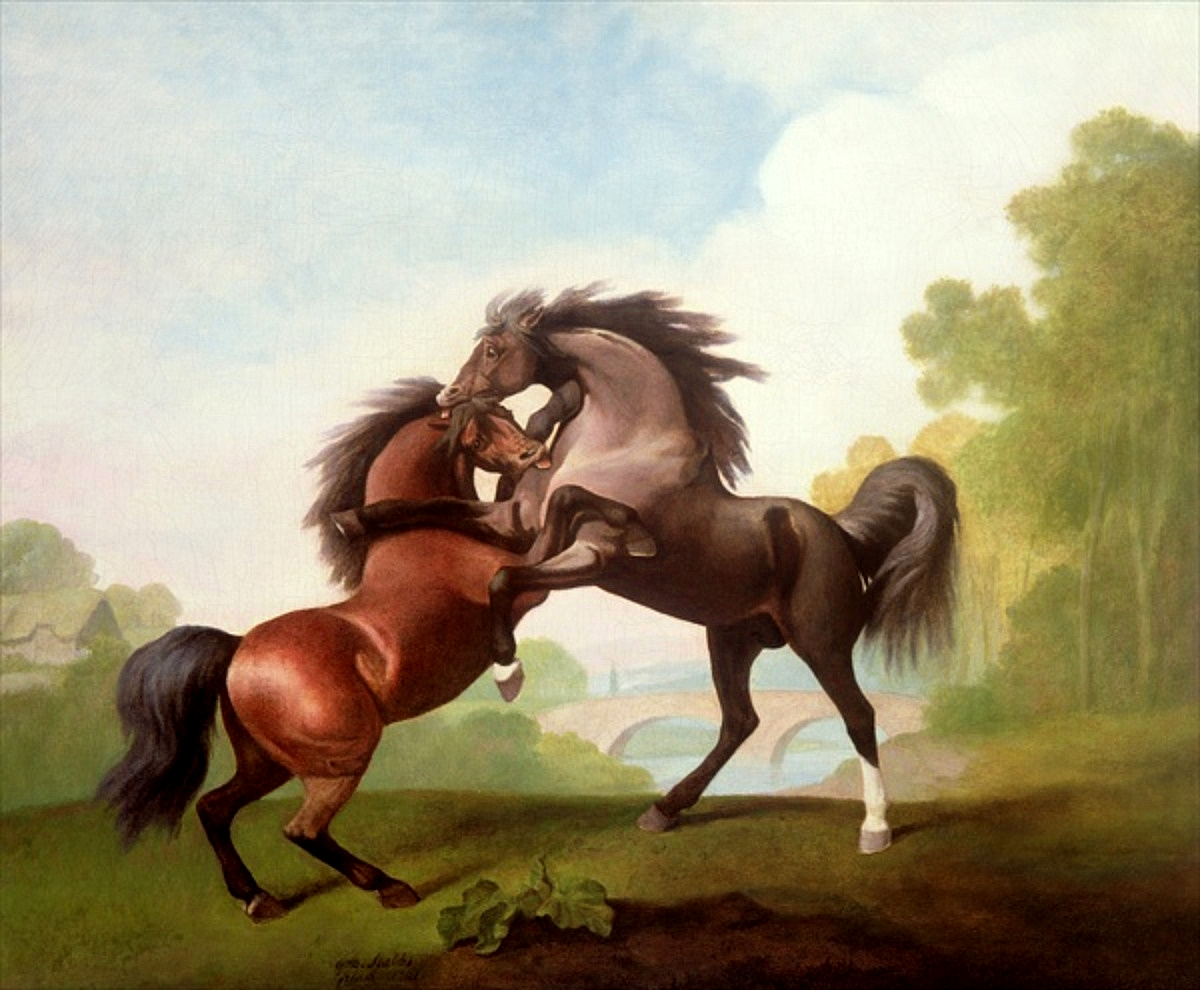
George Stubbs, Combat d'étalons, 1791.
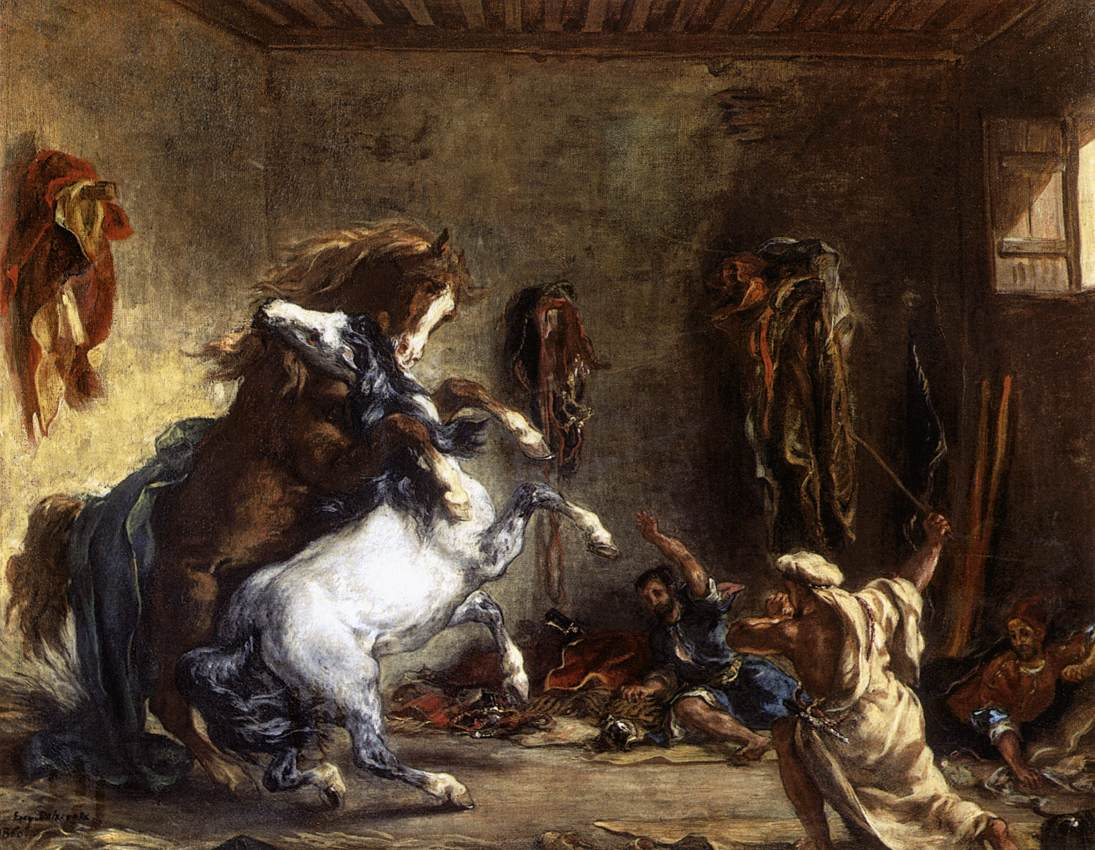
Eugène Delacroix, Chevaux arabes s'affrontant à l'écurie, 1860.